# Данилишкес
Данилишкес (лит. Daniliškės, пол. Daniliszki) — деревня в Тракайском райoне Литвы. Деревня является центром самой первой старообрядческой общины в Виленском крае, есть старообрядческая церковь и кладбище.

## Церковь
Церковь в деревне упомянается впервые в XIX веке. Храм пострадал во время Первой мировой войны. В 1931 году была построена новая деревянная церковь с колокольней на бетонной основе. В советское время храм был закрыт. С 2016 года включен в регистр культурных ценностей. В 2019 году была проведена реставрация.

## Жители
| 1905 | 1931 | 1959 | 1970 | 1989 | 2001 | 2011 | - | - | - |
| ---- | ---- | ---- | ---- | ---- | ---- | ---- | - | - | - |
| 160  | 53   | 60   | 37   | 6    | 5    | 2    | - | - | - |